# Regenklima
Regenklima ist die Bezeichnung verschiedener Klimate in effektiven Klimaklassifikationen.
Nach der Köppen-Geiger-Klassifikation werden unterschieden:
- Tropische Regenklimate (Klimaklasse A)
- Warmgemäßigte Regenklimate (Klimaklasse C)
- Winterkalte Regenklimate (Klimaklasse D)

Die Troll-Paffen-Klassifikation kennt
- Tropische Regenklimate V.1.